# Зграда Музеја Крајине
Зграда Музеја Крајине се налази у Неготину, подигнута крајем 19. и почетком 20. века, представља непокретно културно добро као споменик културе. Првобитно је била кућа трговца Душана Јотића, а од 1952. године је зграда музеја Крајине.
Зграда својим положајем представља део уличног низа, има приземље и спрат, одликује се масивном градњом као и масивним спољним изгледом знатно истиче од осталих објеката у ужем центру Неготина. Улични угао зграде је по вертикали равно засечен и надвишен самостално озиданим дубичним елементом, који ограничава за себе извесну угаону просторију у нивоу таванског простора са прозорским отворима. Фасаде према улици обрађене су рустичним фасадним малтером, са апликацијма и вештачким каменом. Источна дворишна фасада обилује извесним елементима и детаљима орнаменте пластике, углавном око прозора и на делу венца, па и у погледу фасадних зидова у маси. У склопу се истичу дворишне фасаде у маси који у нивоу крова надвишава венац стрехе изавршава се лименим покривачем у виду куполе.